# Marwa Bouzayani
Marwa Bouzayani (arabisch مروى بوزياني; * 26. März 1997 in Regueb) ist eine tunesische Leichtathletin, die sich auf den Hindernislauf spezialisiert hat.

## Sportliche Laufbahn
Erste internationale Erfahrungen sammelte Marwa Bouzayani 2013 bei den Arabischen Jugendmeisterschaften in Kairo, bei denen sie in 7:02,65 min die Silbermedaille über 2000 m Hindernis gewann, ehe sie anschließend bei den Jugendweltmeisterschaften in Donezk in 6:52,30 min den neunten Platz belegte. Im Jahr darauf belegte sie bei den Olympischen Jugendspielen in Nanjing in 6:44,29 min Rang fünf und 2016 gewann sie bei den U23-Mittelmeermeisterschaften in Tunis in 10:21,63 min die Silbermedaille über 3000 m Hindernis und wurde bei den U20-Weltmeisterschaften in Bydgoszcz in 10:05,25 min Elfte. 2017 belegte sie bei den Arabischen Meisterschaften in Radès in 10:37,58 min Rang vier und bei den Spielen der Frankophonie gewann sie in 10:10,78 min die Bronzemedaille hinter den Marokkanerinnen Fadwa Sidi Madane und Oumayma Saoud. Im Jahr darauf belegte sie bei den U23-Mittelmeermeisterschaften in Jesolo in 10:59,09 min Rang zehn und bei den Afrikaspielen 2019 in Rabat wurde sie in 10:07,33 min Sechste. Anschließend verpasste sie bei den Weltmeisterschaften in Doha mit 9:47,78 min den Finaleinzug. 2021 siegte sie in 9:48,05 min bei den Arabischen Meisterschaften in Radès und sicherte sich in 3:67,79 min die Silbermedaille mit der tunesischen 4-mal-400-Meter-Staffel hinter dem Team aus Marokko. Anfang August nahm sie im Hindernislauf an den Olympischen Sommerspielen in Tokio teil und schied dort mit neuer Bestleistung von 9:31,25 min in der Vorrunde aus.
2022 gewann sie bei den Mittelmeerspielen in Oran in 9:29,11 min die Silbermedaille hinter der Albanerin Luiza Gega und anschließend erreichte sie bei den Weltmeisterschaften in Eugene das Finale und belegte dort in 9:20,92 min den neunten Platz. Im Jahr darauf gewann sie bei den Panarabischen Spielen in Algier in 9:17,28 min die Silbermedaille hinter der Bahrainerin Winfred Mutile Yavi. Anschließend gelangte sie bei den Weltmeisterschaften in Budapest mit 9:15,07 min den Finaleinzug. 2024 siegte sie in 9:17,78 min beim Memoriał Janusza Kusocińskiego und anschließend verpasste sie bei den Olympischen Sommerspielen in Paris mit 9:10,91 min den Finaleinzug. Zudem war sie Fahnenträgerin Tunesiens während der Abschlussveranstaltung der Spiele. Daraufhin stellte sie bei der Golden Gala mit 9:04,43 min einen neuen tunesischen Landesrekord auf und löste damit Habiba Ghribi als Rekordhalterin ab. Zudem stellte sie in Zabreb mit 4:05,72 min einen Landesrekord im 1500-Meter-Lauf auf. Im Jahr darauf siegte sie bei den Arabischen Meisterschaften in Oran in 4:12,16 min über 1500 Meter und gewann im 800-Meter-Lauf in 2:06,18 min die Silbermedaille hinter der Algerierin Nesrine Abed.
In den Jahren 2019 und 2021 wurde Bouzayani tunesische Meisterin über 3000 m Hindernis und 2024 über 5000 Meter.

## Persönliche Bestzeiten
- 800 Meter: 2:06,19 min, 1. Mai 2025 in Oran
- 1500 Meter: 4:05,72 min, 8. September 2024 in Zagreb (tunesischer Rekord)
- 5000 Meter: 15:29,14 min, 8. Juni 2024 in Radès (tunesischer Rekord)
- 10-km-Straßenlauf: 31:17 min, 12. Januar 2025 in Valencia (tunesischer Rekord)
- 2000 m Hindernis: 6:22,1 min, 20. Februar 2022 in Radès (tunesische Bestleistung)
- 3000 m Hindernis: 9:04,93 min, 30. August 2024 in Rom (tunesischer Rekord)